# Clachnacuddin Football Club
El Clachnacuddin Football Club es un club de fútbol de Escocia, con sede en Inverness. Fue fundado en 1885 y compite en la Highland Football League, quinta categoría del fútbol escocés.

## Historia
Fue fundado en 1886 y se les dio como sobrenombre Los Impecables, debido a su raya blanca, o Clach. Su nombre es Gaélico escocés y significa la piedra de la palangana, refiriéndose a un monumento de la ciudad.
Como un equipo sénior con un estadio aceptable se les da el derecho de entrar a la Copa de Escocia.
La temporada 2008-09 empezó con un cambio de entrenador, con Iain Polworth tomando el control, y no pudo tener un mejor comienzo que con la victoria por 9 a 0 sobre Lossiemouth F.C., seguido por otra victoria, esta vez de visitante ante Nairn County F.C. por 4 a 1. En las últimas semanas, Clach se ha acostumbrado al número cuatro debido a ganar dos partidos corridos, uno 4 a 1 y el otro 4 a 0.

## Palmarés

### Torneos locales
- Highland Football League (18): 1894-95, 1896-97, 1897-98, 1900-01, 1902-03, 1903-04, 1904-05, 1905-06, 1907-08, 1911-12, 1920-21, 1921-22, 1922-23, 1923-24, 1938-39, 1947-48, 1974-75, 2003-04
- Copa de la Liga Highland (4): 1947-48, 1950-51, 1981-82, 2003-04